# Уршља Гора
Уршља Гора (словен. Uršlja Gora) је насељено место у општини Равне на Корошкем, Корушка регија, Словенија.

## Историја
До територијалне реорганизације у Словенији била је у саставу старе општине Равне на Корошкем.

## Становништво
У попису становништва из 2011. године, Уршља Гора је имала 27 становника.
| Број становника према пописима | Број становника према пописима | Број становника према пописима |
| ------------------------------ | ------------------------------ | ------------------------------ |
| 1991                           | 2002                           | 2011                           |
| 33                             | З                              | 27                             |

Напомена: Године 1998. умањено за део насеља који је припојен насељу Кот при Преваљах (Преваље).
- Ознака З представља заштићене податке